# 오교 구산
오교 구산(五敎九山, 5교 9산)은 신라 중기에 성립된 교종의 5교와 신라 말기와 고려 초에 성립된 선종의 9산을 통칭하여 부르는 낱말이다.
교종의 5교는 계율종 · 법상종 · 법성종 · 열반종 · 원융종이다. 선종의 9산은 가지산문 · 동리산문 · 봉림산문 · 사굴산문 · 사자산문 · 성주산문 · 수미산문 · 실상산문 · 희양산문이다.
고려 중기 의천(1055~1101)에 의해 천태종이 성립될 때 선종 9산은 통합되어 조계종이 되었고 이에 따라 5교 9산은 5교 양종으로 변화되었다. 당시에 교종의 5교는 다음과 같이 이름이 바뀌었다:
계율종 → 남산종,
법상종 → 자은종,
법성종 → 중도종,
열반종 → 시흥종,
원융종 → 화엄종.

## 교종의 오교
삼국 시대의 불교는 왕실과 국가를 중심으로 성립 · 발전하였다. 국가 위주의 불교는 종파성립에도 큰 영향을 미쳐 삼국시대에 가장 큰 역할을 한 종파는 ① 계율종(戒律宗)이었다. 백제의 겸익(謙益: fl. 526)과 신라의 자장(慈藏: 590-658)이 대표적인 계율종의 인물이었다. 특히 자장은 대국통(大國統)으로서 신라불교를 총관장했다.
고구려에서는 말기에 보덕(普德: fl. 642-668)이 중심이 되어 도교(道敎)의 불로장생사상을 척파하기 위하여 모든 중생은 영원불멸의 불성(佛性)을 갖고 있다는 ② 열반종(涅槃宗)을 세웠다.
삼국 통일 이후 의상대사(義湘: 625-702)에 의하여 ③ 화엄종(華嚴宗), 즉 원융종(圓融宗)이 개종(開宗)되었다.  그는 중국 화엄의 대종장인 지엄(智儼)에게 수학한 이후 귀국하여 영주에 부석사(浮石寺)를 창건하였고 부석사는 화엄종의 중심 도량이 되었다.
입당유학을 하지 않고 학승으로 숭앙받은 원효(元曉: 617-686)는 ④ 법성종(法性宗)을 분황사(芬皇寺)에서 개창했다. 법성종을 내세웠다고는 하나 원효는 화엄종을 비롯한 기타 어느 종에도 치우침이 없었다. 그의 시호인 화정(和靜)에서 볼 수 있듯이 그는 일체를 화(和)로 통일시키려 했으므로("화쟁 사상") 그 종을 해동종(海東宗)이란 별칭으로 부르기도 하였다.
또한 경덕왕(景德王: 재위 742-765) 때는 유가론(瑜伽論)과 유식론(唯識論)을 중심교학으로 연구체계화한 ⑤ 법상종(法相宗)이 진표(眞表: fl. 752)에 의하여 금산사(金山寺)에서 개종되었다. 진표는 미륵신앙이 강하였으며 미륵설계와 점찰법(占察法)으로 민간을 선도하였는데 대단한 교세를 이룩하였다.

## 선종의 구산
당나라에서 성행한 선종 불교가 남북국 시대 신라의 유학승에 의하여 도입되기 시작하였다. 당시 중국에서는 6조 혜능(慧能: 638-713)에 이르러 선종이 남돈선(南頓禪)과 북점선(北漸禪)으로 나뉘면서, 그 기세가 극성하였다.
신라에서는 7세기에 벌써 법랑(法朗: 생몰미상)이 입당하여 4조 도신(道信: 580-651)의 법을 전해 와서 신행(神行: 704-779)에게 전하였고, 신행은 다시 당으로 건너가 북점선(혹은 北宗)의 신수(神秀: 606?-706)의 문손(門孫)인 지공(志空)에게 배워와 지리산에서 교화하였다고 한다. 신행선사의 법은 준범으로 준범은 혜은선사로 그 법이 이어졌다. 혜은은 봉암사를 창건한 지증대사 도헌에게로 그 법을 이었다. 또한 도헌은 제자 양부에게 법을 전하였다.(위 내용은 지증대사(적조)탑비 비문 내용에 근거한다.) 허나 양부의 제자인 정진대사 긍양이 당나라로 구법을 떠나 남종선 6조 혜능의 제자중 청원행사의 문손인 곡산도연의 법맥을 이었다. 정진대사탑비의 내용에서 법계를 북종선이 아닌 남종선으로 밝힌부분이 나오는데 이를 법계의 변조로 쉽게 판단하기는 이르다. 허나 정진대사 긍양때에 어떤 사건은 있었던 것은 짐작가능하다.(정진대사탑비에는 지증대사 도헌의 스승으로 쌍계사 진감선사 혜소로 기록하고 있다. 혜소는 6조 혜능의 제자중 남악회양 문손인 마조도일 제자 창주신감의 법맥을 이었다.
선덕왕(宣德王: 재위 780-785) 때 도의(道義: 생몰미상)가 당으로 가서 서당지장(智藏: 735-814)에게 배우고 821년 귀국하여 선법(禪法)을 일으키려 하였으나 교학(敎學)이 성하던 신라의 불교계에서는 선법을 마설(魔說)이라고 배척하여 환영받지 못하였다.
이후 선종의 9산이 다음과 같이 성립되었다.
1 가지산문(迦智山門): 설악산에서 도의(道義: 생몰미상)의 법을 배운 손제자 체징(體澄: 804-880)이 837년에 당에 건너갔으나 실망하고 840년에 신라로 돌아와서 장흥의
```
                         
가지산
(迦智山)에서 
보림사
(寶林寺)를 중수하고 
도의
의 종풍을 떨쳤다. 이로써 
선종 9산
의 일파로 
가지산문
이 성립되었다.
                         (859년 개산, 860년으로 보는 시각도 있으나 보조선사탑비의 기록을 볼때 859년이 좀더 합리적일 것으로 보임) .
                         [도의]선사의 제자로 염거화상이 있다. 염거화상은 설악산 억성사에 주석하여 스승 도의의 선풍을 펼쳤다.
```

2 실상산문(實相山門): 홍척(洪陟: 생몰미상)이 당의 서당지장(智藏: 735-814)에게서 배워와(826) 남원의 지리산 실상사(實相寺)에서 실상산문을 열었다.
```
                         실상산문이 구산선문중 가장 최초로 개산하였다.(828년 개산)
```

3 희양산문(曦陽山門): 도헌(道憲: 824-882)은 준범(遵範) · 혜은(慧隱)의 법맥을 받아와 문경의 봉암사(鳳岩寺)를 창건했고,
```
                         그 손제자인 정진대사 긍양이 
희양산문
을 열었다.(935년 개산)
```

4 봉림산문(鳳林山門): 현욱(玄昱: 787-868)은 당의(장경회휘)에게서 배워와 한때 지리산 실상사에 머무르다 혜목산으로 자리를 옮겼고 이후 혜목산 고달사에 주석했다.
```
                         그 법을 제자 심희에게 전했다.
 
·
 
심희
(審希: fl. 9세기)는 
창원
의 
봉림사
(鳳林寺)에서 
봉림산문
이 형성되었다. (900년경 개산)
```

5 동리산문(桐裡山門): 혜철(惠哲: 785-861)은 당의 (서당지장)에게서 배워와(839년 귀국) 한때 화순 쌍봉사에 머물르다 곡성의 대안사(태안사)(泰安寺)로 옮겨 동리산문이
```
                         형성되었다. (개산 847년, 동리산기실에 따르면 쌍봉사에 머무르다 847년 곡성 대안사로 옮겨온 것으로 기록됨)
```

6 성주산문(聖住山門): 무염(無染: 800-888)은 당의 (마곡보철)에게서 배워와(845년 귀국) 보령의 성주사(聖住寺)에서 성주산문이 형성되었다. (개산 847년)
7 사자산문(獅子山門): 도윤(道允: 798-868)은 당의 (남전보원)에게서 배워와(847년 귀국) 한때 금강산 장담사에 머물렀고 그곳에서 제자 절중(折中)을 만났다.
```
                         이후 쌍봉사로 옮겼다. 제자 절중에 의해 
영월
의 
흥령사
(興寧寺)에서 
사자산문
이 형성되었다.(개산 882년경)
```

8 사굴산문(闍崛山門): 범일(梵日: 810-889)은 당의 (염관제안)에게서 배워와 강릉의 굴산사(崛山寺)에서 사굴산문이 형성되었다.
```
                         
사굴산문
은 
도굴산문
이라고도 한다.(개산 851년)
```

9 수미산문(須彌山門): 이엄(利嚴: 869-936)은 당의 (운거도웅)에게서 배워와 고려초에 해주의 광조사(廣照寺)에서 수미산문이 열려서 9산 선문이 정립되었다.
```
                         (개산932년)
```

## 오교 양종으로의 변천
고려 시대에서 의천(義天: 1055-1101)이 송나라에 다녀온 후, 중국에서는 교종의 한 종파였던 천태종(天台宗)이 우리나라에서는 선종에 가까운 불교로 성립되었다.  이 때까지 5교9산은 유지되었는데 의천에 의해 천태종(天台宗)이 성립되면서 9산이 합쳐 조계종(曹溪宗)이 되었다. 그리하여 교종의 5교와 천태종 · 조계종의 양종을 통칭하여 5교양종이라 하게 되었다. 교종의 5교는 당시에 다음과 같이 이름이 바뀌었다.
- 계율종(戒律宗) → 남산종(南山宗)
- 법상종(法相宗) → 자은종(慈恩宗)
- 법성종(法性宗) → 중도종(中道宗)
- 열반종(涅槃宗) → 시흥종(始興宗)
- 원융종(圓融宗) → 화엄종(華嚴宗)

## 오교 구산설에 대한 이견
신라 시대에 오교 구산이 형성되었다는 견해가 불교 학계에서 나타난 것은 1937년 김포광(金包光)이 〈오교양종에 대하여〉라는 논문에서 이 견해를 주장하면서부터이다. 김포광은 자신의 논문에서 계율종 · 열반종 · 화엄종 · 법상종 · 법성종의 다섯 교종이 각각 자장 · 보덕 · 의상 · 진표 · 원효에 의해 개종되었으며, 이와 더불어 선종의 구산도 신라 시대에 성립되었다고 주장하였다. 이때 이후 이 견해는 학계에서 받아들여져 왔으며 지금은 오교 구산이 신라 시대에 성립된 불교 종파를 총칭한다고 보는 것이 정설이자 상식처럼 되어 있다.
그러나 이 오교 구산설은 전적으로 동의하기는 어렵다는 견해가 학계에 있다. 예를 들어, 명랑(明朗: fl. 668)에 의해 개창되어 그 계승자로 면면히 이어졌던 신인종이 오교 구산에는 포함되어 있지 않다는 점 등을 볼 때 오교 구산이 신라 불교를 총칭할 수 없다고 보는 견해가 있다. 그리고 진표가 법상종의 시조가 아니라는 견해가 있다. 또한, 오교 구산이 신라 시대에 형성되었기는 하나 뚜렷한 종지(宗旨)를 갖고 종파를 이루지는 못했다는 다음과 같은 주장이 있다. (《글로벌 세계 대백과사전》, 〈고려시대 불교의 종파〉)
5교종(五敎宗)과 9산선문(九山禪門)이 이미 신라시대에 형성되었다고는 하지만 중국에서처럼 뚜렷한 종지(宗旨)를 갖고 종파를 이루지는 못했다.
불교 종파의 기록을 보여주는 가장 오랜 자료는 대각국사묘지명(大覺國師墓誌銘)일 것이다. 고려 숙종 6년(1101)에 찬(撰)한 개성 흥왕사(興王寺)의 대각화상 묘지(墓誌)에는 계율종(戒律宗) · 법상종(法相宗) · 열반종(涅槃宗) · 법성종(法性宗) · 원융종(圓融宗) · 선적종(禪寂宗) 등 6종(宗)의 이름을 보여주고 있다. 이것은 대각국사 당시의 학불자(學佛者: 불교를 공부하는 사람들)종(宗)이라고 분명하게 기록되어 있다. 이렇게 보면 고려 초기에 6종이 있었음을 짐작할 수 있으며, 신라 시대에 형성되었다는 근거는 없다.
대각국사 이후 고려 말에 이르기까지는 7종으로 되어 왔다. 대각국사가 천태종(天台宗)을 개창함으로써 6종이 7종으로 되고 그 명칭도 좀 달라졌다. 남산종(南山宗: 戒宗) · 자은종(慈恩宗: 法相) · 중도종(中道宗) · 화엄종(華嚴宗: 圓融) · 시흥종(始興宗) · 조계종(曹溪宗: 禪寂) · 천태종(天台宗) 등 7종이다.
6종시대에는 5교 9산으로 통칭했으나 7종시대에는 5교양종(五敎兩宗)이라고 불렀다. 5교양종이란 5교종과 양선종(兩禪宗)이란 뜻으로서, 양선종이란 조계종과 천태종을 가리킨다. 천태종은 중국에서 창종된 것으로 교종의 하나였으나 고려에서는 선종의 하나로 취급되었다. 조계종은 지눌(知訥)에게서 비롯된 것이라고 하지만 명확한 근거는 없다.

## 참고 문헌
- 이 문서에는 다음커뮤니케이션(현 카카오)에서 GFDL 또는 CC-SA 라이선스로 배포한 글로벌 세계대백과사전의 내용을 기초로 작성된 글이 포함되어 있습니다.